# Angyalcápafélék

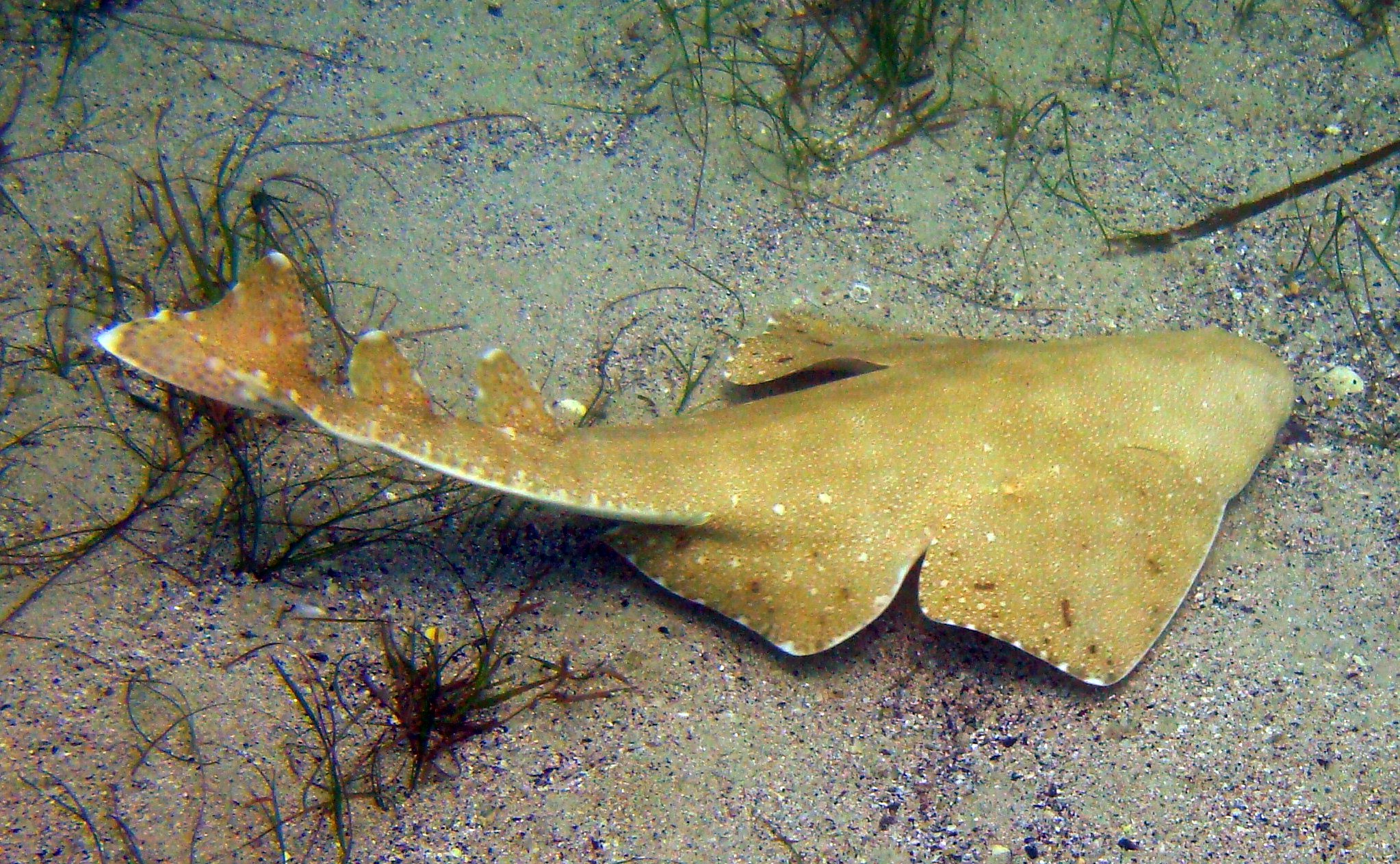
Squatina australis

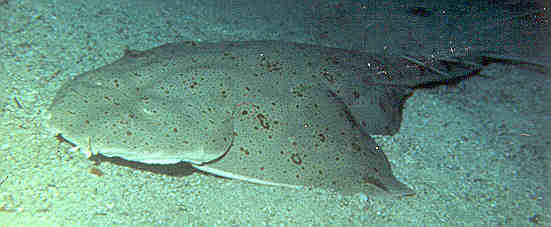
Squatina californica

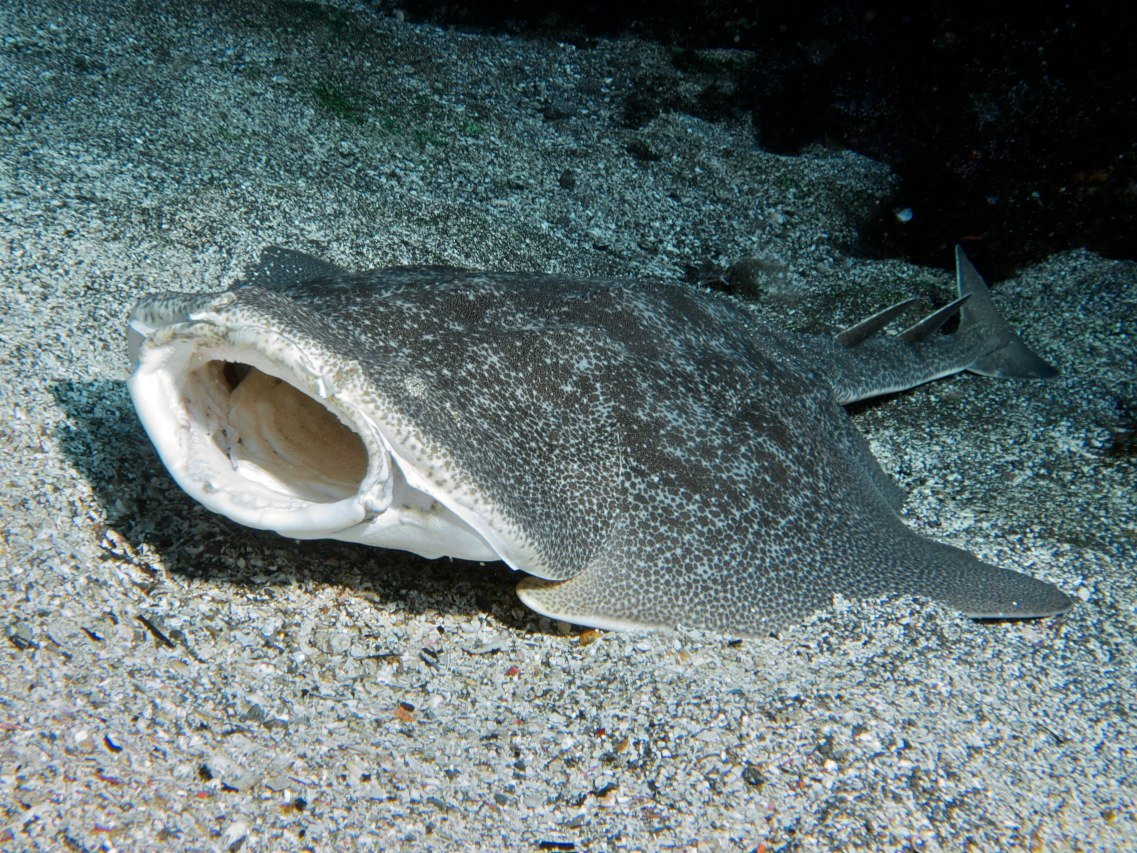
Squatina japonica

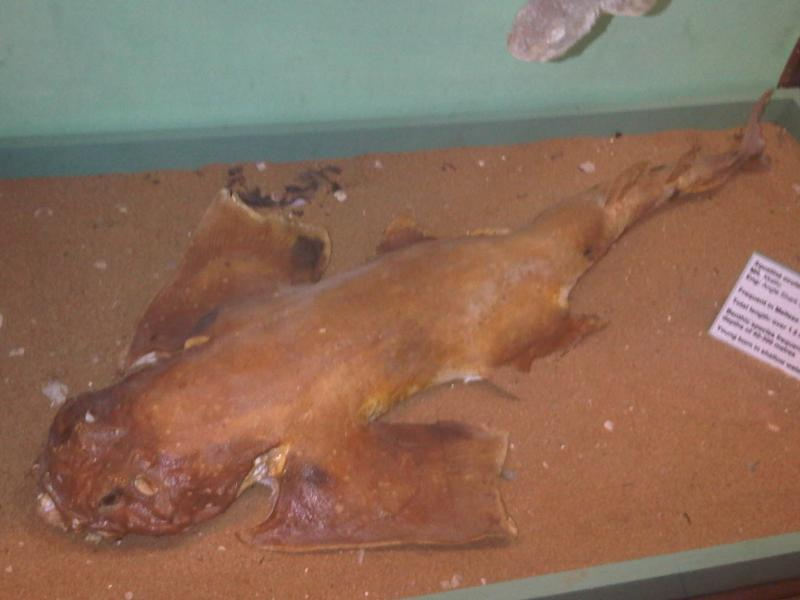
Squatina oculata

Az angyalcápafélék (Squatinidae) a porcos halak (Chondrichthyes) osztályába tartozó angyalcápa-alakúak (Squatiniformes) rendjének az egyetlen élő családja.
Az angyalcápafélék habár a cápákhoz tartóznak, lapos testük és nagy mellúszóik miatt inkább a rájákra hasonlítanak. Eddig 24 fajukat fedezték fel és írták le. Az angyalcápafajok széles körben megtalálhatóak, a mérsékelt övben és a trópusokon. A legtöbb faj a sekély vizeket kedveli, azonban néhányuk 1300 méter mélyre is leúszik.
A legősibb fajok a késő jura földtörténeti korhoz tartozó oxfordi korszakban jelentek meg, mintegy 161-155 millió évvel ezelőtt.

## Megjelenésük
Míg ez állatok elülső része széles és lapított, addig a hátulsó részük, főleg a farokúszójuk a cápákra jellemzően izmos. A szemük és szaglószerveik a fejük tetején vannak; az öt kopoltyúnyílásaik pedig a hátukon. A mellúszók és a hasúszók nagyok és merőlegesen ülnek. Két hátúszójuk van, és hiányzik a farok alatti úszójuk. Eltérően a többi cápáktól, az angyalcápák farokúszójának az alsó nyúlványa hosszabb, mint a felső. E fajok általában 150 centiméter hosszúak, azonban a Squatina japonica eléri a 2 méteres hosszúságot is. Állkapcsaik előretolhatók, így könnyebben és gyorsabban elkaphatják zsákmányaikat. A szájuk teli van hosszú, tűhegyes fogakkal.

## Életmódjuk
Vadászatkor részben elássák magukat a homokba vagy iszapba, és várják, hogy a zsákmány közeledjen hozzájuk. Táplálékuk halak, rákok és puhatestűek. Ezek az egyébként nyugodt állatok, ha zaklatás éri, akkor harapnak; az erős állkapcsuk és sok tűhegyes foguk miatt a harapásuk fájdalmas és akár veszélyes is lehet.

## Szaporodásuk
Ál-elevenszülő állatok, mivel a kis angyalcápák az anyjuk testében kelnek ki a tojásból. Egy alomban általában 13 kis angyalcápa van.

## Felhasználásuk
Az 1970-es évek végéig a Squatina californicát, csak mellékfogásként kezelték, és általában a rákhalászok használták fel csalinak. 1977-ben Michael Wagner halfeldolgozó a kaliforniai Santa Barbarából és néhány halász, megalkották az angyalcápák piacát. 1977-ben 147 kilogramm angyalcápát halásztak. 1985-re az évi fogás Kalifornia középső partszakaszain 454 tonnára nőtt, azaz évente körülbelül 90 000 cápát jelent. Emiatt az állományok erősen lecsökkentek, és manapság csak szigorú szabályok mellett lehet halászni ezeket az állatokat.
2008 áprilisában az Egyesült Királyság kormánya, az úgynevezett Wildlife and Countryside Act 1981 törvény alatt, teljes védelmet adott az angyalcápáknak. Korábban rengeteg angyalcápa élt az Atlanti-óceánban, azonban 2010 óta e rend fajai súlyosan veszélyeztetett fajoknak számítanak.

## Rendszerezés
A családba az alábbi 1 nem és 24 faj tartozik:
- Squatina Duméril, 1806
  - Squatina aculeata Cuvier, 1829
  - Squatina africana Regan, 1908
  - Squatina albipunctata Last & White, 2008
  - Squatina argentina (Marini, 1930)
  - Squatina armata (Philippi, 1887)
  - Squatina australis Regan, 1906
  - Squatina caillieti Walsh, Ebert & Compagno, 2011
  - Squatina californica Ayres, 1859
  - Squatina david Acero, Tavera, Anguila & Hernández, 2016
  - Squatina dumeril Lesueur, 1818
  - Squatina formosa Shen & Ting, 1972
  - Squatina guggenheim Marini, 1936
  - Squatina heteroptera Castro-Aguirre, Espinosa Pérez & Campos, 2007
  - Squatina japonica Bleeker, 1858
  - Squatina legnota Last & White, 2008
  - Squatina mexicana Castro-Aguirre, Espinosa Pérez & Campos, 2007
  - Squatina nebulosa Regan, 1906
  - Squatina occulta Vooren & da Silva, 1992
  - Squatina oculata Bonaparte, 1840
  - Squatina pseudocellata Last & White, 2008
  - Squatina punctata Marini, 1936
  - közönséges angyalcápa (Squatina squatina) (Linnaeus, 1758) - típusfaj
  - Squatina tergocellata McCulloch, 1914
  - Squatina tergocellatoides Chen, 1963

### Fordítás
- Ez a szócikk részben vagy egészben  az   Angel shark című angol Wikipédia-szócikk ezen változatának fordításán alapul.  Az eredeti cikk szerkesztőit annak laptörténete sorolja fel. Ez a jelzés csupán a megfogalmazás eredetét és a szerzői jogokat jelzi, nem szolgál a cikkben szereplő információk forrásmegjelöléseként.